# Liste des seigneurs d'Étrepy
 (janvier 2025).
Si vous disposez d'ouvrages ou d'articles de référence ou si vous connaissez des sites web de qualité traitant du thème abordé ici, merci de compléter l'article en donnant les références utiles à sa vérifiabilité et en les liant à la section « Notes et références ».
Les seigneurs d'Étrepy sont des seigneurs féodaux, originaires du comté de Champagne dans le royaume de France.

## Origines
L'origine des seigneurs d'Étrepy ou Estrepy n'est pas connue, mais elle est fort ancienne.

## Généalogie

### Famille d'Étrepy
- Widom d'Étrepy (vers 1080), seigneur d'Étrepy.
  - Garnier d'Étrepy (vers 1125), seigneur d'Étrepy. Époux d'Ermengarde, dont.
    - Gui d'Étrepy († 1220) époux de Ermengarde, sans descendance.
    - Isabelle (1152-1180), dame d'Étrepy qui épousa avant 1178, Aubry, seigneur d'Amance, dont au moins 2 enfants.

### Famille d'Amance
- Aubry d'Amance (vers 1140-1180), seigneur d'Amance et d'Étrepy par son mariage avec Isabelle d'Étrepy.
  - Petronille d'Amance (1160-1195), épouse de Simon de Parroy
  - Baudoin dit Taillefer d'Amance (vers 1170), seigneur d'Étrepy et de Vendeuvre qui épouse Clémence de Cirey en 1202.
    - André d'Amance (vers 1210), seigneur d'Amance. Époux de Reine de Tilleux.
    - Sibylle d'Amance, dame d'Étrepy qui épouse Gui Ier de Chappes, qui suit.

### Famille de Chappes
- Gui Ier de Chappes († avant 1256), seigneur d'Étrepy par son mariage avec Sibylle d’Amance, fille de Baudouin d’Amance, dit Taillefer, seigneur d’Étrepy, et de son épouse Sibylle, dont il a au moins trois enfants :
  - Clarembaud d'Étrepy, qui suit.
  - Jean Ier d'Étrepy, qui suit après son frère.
  - Béatrix d'Étrepy, qui épouse Jean de Tilchâtel, seigneur de Coublant, fils d'Hugues de Tilchâtel et de sa première épouse Philippa de Noyers, d'où postérité.

- Clarembaud d'Étrepy († avant 1265), seigneur d'Étrepy à la mort de son père. Probablement mort jeune sans union ni descendance.

- Jean Ier d'Étrepy († avant 1269), seigneur d'Étrepy à la mort de son frère. Il épouse une femme prénommée Agnès dont le nom de famille est inconnu et dont il a au moins trois enfants :
  - Gui II d'Étrepy, qui suit.
  - d'autres enfants cités mais non nommés dans une charte de 1269.

- Gui II d'Étrepy († après 1269), seigneur d'Étrepy à la mort de son père. Il épouse une femme prénommée Alix dont le nom de famille est inconnu et dont il a au moins deux enfants :
  - Jean II d'Étrepy, qui suit.
  - Guillaume d'Étrepy seigneur de Heiltz-le-Maurupt. Probablement mort sans union ni descendance.
  - Isabelle d'Étrepy, qui épouse en premières noces Gui de Joinville, seigneur de Donjeux, d'où postérité. Veuve, elle épouse en secondes noces Liébaud de Rosières, seigneur de Lignéville, d'où postérité.

- Jean II d'Étrepy († après 1323), seigneur d'Étrepy à la mort de son père. Il épouse Agnès de la Brouse dont il n'a probablement pas d'enfant.

### Famille de Poitiers Valentinois
- Guillaume de Poitiers Valentinois, le bâtard de Langres, fils Illégitime de l'évêque Guillaume de Poitiers et de Marguerite de Chappes.
  - Jeanne de Poitiers, dame d'Étrepy et de Pansey, épouse de Philippe de Cervole, qui suit.

### Famille de Cervole
- Philippe de Cervole (1363-1414), Bailly de Vitry, marié à Étrepy à Jeanne de Poitiers. Fils d'Arnaud de Cervole, Archiprêtre de Vélines, seigneur de Levroux et de Jeanne de Châteauvillain.
  - Charles de Cervole, qui suit.
  - Marguerite de Cervole.

- Charles de Cervole, seigneur d'Étrepy, de Crespy-le-Neuf, de Lignon et de Baroville, marié en 1420 à Renaude de Mello (1400-1450), dame de Vitry-le-Croisé.
  - Claude de Cervole.
  - Antoine de Cervole, seigneur de Vitry-le-Croisé.
  - François de Cervole, seigneur de Vitry-le-Croisé.

### Famille de Certain
- Thomas de Certain, seigneur d'Étrepy.
  - Jean Ier de Certain, qui suit.
  -  ? de Certain, épouse de Jean de Nievenheim, qui suit.

- Jean Ier de Certain (vers 1450) fils de Thomas de Certain, seigneur d'Étrepy, des Bordes et de Plichancourt, époux de Simone des Bordes, dont au moins deux enfants.
  - Jean II de Certain, qui suit.
  - Jeanne de Certain, épouse de Jean de Tournebulle, seigneur de Saint-Lumier.

- Jean II de Certain, seigneur d'Étrepy, des Bordes et de Plichancourt, qui épouse Jeanne de Foug, dont au moins trois enfants.
  - Hélène de Certain, dame d'Étrepy en partie (1/10éme), épouse de Jean de Noirefontaine, seigneur de Buisson-sur-Saulx.
  - Geoffroy de Certain, seigneur d'Étrepy et de Plichancourt en partie. Il épouse en 1547, Élisabeth de Thisacques.
  - Marie de Certain, épouse de Jacques de Merlet, seigneur de Damrémont.

### Famille de Nievenheim
- Johan de Nievenheim (Jean Nivenehan), seigneur en partie d'Étrepy X ?? de Certain
  - Thierry de Nievenheim, qui suit.
  - Catherine de Nievenheim (vers 1480) X Thibaut de Thuillières.

- Thierry de Nievenheim, seigneur des Bordes et en partie d'Étrepy, dont[1].
  - Warin de Nievenheim (Maurice). Il épouse Catherine Lallement, dont au moins quatre enfants.
    - Edmée de Nievenheim, dame d'Étrepy en partie, épouse de François de Verneuil, dont au moins quatre enfants.
    - Warin de Nievenheim, seigneur d'Étrepy en partie, marié en 1599 à Barbe d'Ernecourt.
    - Anne de Nievenheim, dame d'Étrepy en partie, épouse de Jacques de Bezannes, dont au moins huit enfants.
    - Claude de Nievenheim, dame d'Étrepy en partie, épouse de Germain de Lorins, dont au moins un fils, qui suit.

### Famille de Lorins
- François de Lorins, seigneur en partie d'Étrepy et de Sorcy, fils de Germain de Lorins et de Claude de Nievenheim. Il épouse Anne de Pois, dont.
  - Charles de Lorins, qui suit.

- Charles de Lorins, baron et seigneur d'Étrepy et de Sorcy. Il épouse Jeanne Dieudonnée du Plessis-Mornay, dont au moins deux fils.
  - François de Lorins (1686-1694).
  - Antoine Jean-François de Lorins (1691-), qui suit.

- Antoine Jean-François de Lorins, baron et seigneur d'Étrepy. Il épouse en 1715 à Bar-le-Duc, Anne-Louise du Tertre dont au moins deux fils.
  - Nicolas François de Lorins (1716-1761), qui suit.
  - Louis Jean de Lorins (1719-1743).

- Nicolas François de Lorins, baron et seigneur d'Étrepy et de Brusson. il épouse en 1746, Marie Perette de La Salle dont au moins deux enfants.
  - Marie Catherine Antoinette de Lorins (1747-).
  - Jean Baptiste Claude Antoine Marie de Lorins (1748-1748).

Le frère de madame de Lorins, Antoine Louis du Tertre, hérita en partie de la seigneurie.

### Famille Cappelet
- Jules François Cappelet (1706-1794), acheta la seigneurie d'Étrepy en 1760, fils de Marin François Cappelet. Il épouse Anna Françoise Bonnet de Saint-Thou (1729-1812).
  - Anne Françoise Félicité Cappelet (1760-1812), dame d'Étrepy. Elle épouse en 1778, François-Antoine Davy de Chavigné, auditeur à la chambre des comptes de Paris, puis architecte.
  - Adélaïde Catherine Cappelet (1762-1803), épouse de Jean François André Hériot de Vroïl (1755-1816), seigneur de Bettancourt et de Vroil, dont elle a eu au moins 3 enfants.